# Drive (Anneke van Giersbergen)
Drive è il quinto album discografico da solista della cantante olandese Anneke van Giersbergen, pubblicato nel 2013.

## Tracce
1. We Live On – 3:41
2. Treat Me Like a Lady – 4:00
3. She – 3:08
4. Drive – 3:43
5. My Mother Said – 3:21
6. Forgive Me – 3:11
7. You Will Never Change – 4:03
8. Mental Jungle – 3:44
9. Shooting For the Stars – 4:33
10. The Best Is Yet to Come – 4:04